# Emil Weyrich
Emil Weyrich (ur. 1889, zm. ?) – zbrodniarz nazistowski, członek załogi niemieckiego obozu koncentracyjnego Flossenbürg i SS-Unterscharführer.
Z zawodu piekarz. Członek NSDAP (od 1932) i SS. Był przydzielony do obozu Flossenbürg od grudnia 1941 do likwidacji obozu. Pełnił tu między innymi służbę jako urzędnik administracji, odpowiedzialny za dostawy chleba dla więźniów (od wiosny 1944).
Zasiadł na ławie oskarżonych w procesie US vs. Ferdinand Wilhelm i inni przed amerykańskim Trybunałem Wojskowym w Dachau i skazany został za znęcanie się nad więźniami oraz składanie na nich karnych raportów na 2 lata pozbawienia wolności.